# Erich Hassenstein
Erich Hassenstein (* 19. September 1894 in Bromberg; † 2. Mai 1945 in Passau) war ein deutscher Offizier, zuletzt Generalmajor im Zweiten Weltkrieg.

## Leben
Hassenstein trat am 8. August 1914 nach Ausbruch des Ersten Weltkriegs als Freiwilliger in das Braunschweigische Infanterie-Regiment Nr. 92 der Preußischen Armee ein. Mit diesem Regiment nahm er an den Kämpfen an der Westfront teil und befand sich erkrankungsbedingt vom 4. Dezember 1914 bis 26. Januar 1915 im Lazarett. Anschließend dem Ersatz-Bataillon überwiesen, kehrte Hassenstein Mitte April 1915 zum Regiment an die Front zurück. Am 23. Juni 1915 folgte seine Versetzung in das Infanterie-Regiment „Keith“ (1. Oberschlesisches) Nr. 22, dass zu diesem Zeitpunkt in Stellungskämpfen vor Verdun lag. Dort wurde Hassenstein am 2. September 1915 zum Fähnrich ernannt, sowie am 22. Dezember 1915 zum Leutnant befördert. Anfang Februar 1916 erkrankte Hassenstein erneut. Er wurde nach einem einmonatigen Lazarettaufenthalt zunächst dem Ersatz-Bataillon überwiesen und kam am 7. April 1916 während der Schlacht um Verdun zum Regiment an die Front zurück. Hier wurde er in der Folgezeit als Kompanieführer verwendet und war ab Mitte August 1916 für zweieinhalb Monate als Gasschutzoffizier beim Stab der 11. Reserve-Division tätig. Ende des Jahres kommandierte man Hassenstein zum Regimentsstab. Am 22. August 1917 wurde er zum Bataillonsadjutant ernannt. Bis Kriegsende war Hassenstein mehrfach zugleich zur Vertretung des Ordonnanzoffiziers beim Regimentsstab kommandiert und mit beiden Klassen des Eisernen Kreuzes, dem Hanseatenkreuz der Stadt Hamburg sowie dem Braunschweigischen Kriegsverdienstkreuz I. Klasse ausgezeichnet worden.
Nach dem Waffenstillstand von Compiègne kehrte Hassenstein mit den Resten seines Regiments in die Heimat zurück. Nach der Demobilisierung schloss er sich dem Freiwilligen-Infanterie-Regiment 22 an, dass seit 9. Februar 1919 beim Grenzschutz Schlesien im Einsatz war. Mit der Bildung der Vorläufigen Reichswehr ging dieser Verband im Juni 1919 im Reichswehr-Infanterie-Regiment 15 auf. Hassenstein diente hier ab 25. September 1919 als Kompanieführer und war zugleich Adjutant des II. Bataillons. Zum 1. Oktober 1920 wurde er in das Infanterie-Regiment 4 versetzt, dem Hassenstein während seiner gesamten Dienstzeit in der Reichswehr angehörte. Während dieser Zeit wurde er am 1. April 1925 zum Oberleutnant, sowie am 1. Oktober 1929 zum Hauptmann befördert.
Als Major wurde Hassenstein am 15. Oktober 1935 an die Infanterieschule nach Dresden versetzt und war hier war er bis zum 25. August 1939 als Lehrer tätig. Zwischenzeitlich am 1. August 1938 zum Oberstleutnant befördert, befand sich Hassenstein dann über den Beginn des Zweiten Weltkriegs hinaus in der Führerreserve und wurde am 24. Oktober 1939 mit der Führung des Infanterie-Ersatz-Regiments 56 beauftragt. Vom 8. bis 9. November 1939 erneut in die Führerreserve versetzt, wurde er anschließend zum Kommandeur des III. Bataillons des Infanterie-Regiments 12 ernannt. Hassenstein nahm am Westfeldzug teil und wurde nach der Kapitulation Frankreichs am 20. September 1940 zum Kommandeur des Infanterie-Regiments 12 ernannt. In dieser Stellung nahm er am Unternehmen Barbarossa, dem Überfall auf die Sowjetunion ab 22. Juni 1941 teil und wurde am 1. August 1941 zum Oberst befördert.
Von seinem Kommando wurde Hassenstein am 19. Januar 1942 entbunden, in die Führerreserve versetzt und am 29. Januar 1942 für seine Leistungen in der Truppenführung mit dem Deutschen Kreuz in Gold ausgezeichnet. Vom 1. Oktober 1942 bis 1. Januar 1943 war er Kommandeur des Infanterie-Ersatz-Regiments 524 und anschließend Kommandeur der Schule für Offiziersanwärter der Infanterie in Dresden. Generalmajor wurde er am 1. August 1944. Von da an war Hassenstein Leiter der Infanterieschulen für Fahnenjunker in Potsdam-Bornstedt. In der Endphase des Zweiten Weltkriegs sollte er die Stadt Passau mit Resten von Wehrmachtseinheiten verteidigen. Er erreichte seinen Befehlsstand schließlich am 1. Mai 1945, wobei er eine kampflose Übergabe der Stadt an die vorrückenden überlegenen US-Verbände ablehnte. Da sich sehr schnell zeigte, dass das Verteidigungsvorhaben zum Scheitern verurteilt war und sich die meisten Wehrmachts-, Volkssturm- und HJ-Angehörigen kampflos ergaben, erschoss er sich im Neuburger Wald bei Passau am 2. Mai 1945.